# Raja (Mulgi)
Raja – wieś w Estonii, w prowincji Viljandi, w gminie Mulgi.